# Armee-Abteilung von Zangen
De Armee-Abteilung von Zangen  was een Duitse Armee-Abteilung van de Wehrmacht tijdens de Tweede Wereldoorlog genoemd naar haar bevelhebber, General der Infanterie Gustav-Adolf von Zangen. De Armee-Abteilung deed dienst in Noord-Italië tijdens de Italiaanse Veldtocht (Tweede Wereldoorlog).

## Krijgsgeschiedenis

### Oprichting
Armee-Abteilung von Zangen werd gevormd op 17 maart 1944 uit het 87e Legerkorps in Noord-Italië.

### Inzet
De Armee-Abteilung had een aantal zeer verschillende taken. Het diende als opvang voor vervangingen en reserves in Italië. Maar ook was het verantwoordelijk voor kustverdediging in zijn sector, constructie van verdedigingsstellingen in het achterland en anti-partizaan oorlog.

Gedurende het grootste deel van zijn bestaan had de Armee-Abteilung de volgende eenheden onder zijn bevel:

- Operationele zone "Adriatisches Küstenland"
- Operationele zone "Alpenvorland"
- 278e Infanteriedivisie
- 75e Legerkorps

### Einde
Op 31 juli 1944 werd de Armee-Abteilung von Zangen omgevormd tot Armee Ligurien.

## Bovenliggende bevelslagen
| Legergroep     | Plaats/regio | Begin         | Eind         |
| -------------- | ------------ | ------------- | ------------ |
| Heeresgruppe C | Noord-Italië | 17 maart 1944 | 31 juli 1944 |

## Commandanten
| Rang                   | Naam                    | Begin         | Eind         |
| ---------------------- | ----------------------- | ------------- | ------------ |
| General der Infanterie | Gustav-Adolf von Zangen | 17 maart 1944 | 8 juli 1944  |
| Generalleutnant        | Curt Jahn               | 8 juli 1944   | 31 juli 1944 |